# Mixcloud
Mixcloud est une plate-forme collaborative de partage et d'écoute de musique en ligne spécialement dédiée aux sessions de mixage enregistrées en studio diffusées en radio ou en podcast. The Guardian et TED utilisent la plate-forme.

## Histoire
Nico Perez, Nikhil Shah et Mat Clayton se sont rencontrés à l'université de Cambridge et ont fondé Mixcloud en 2008 dans le but de créer une plate-forme pour que les animateurs de radio et les DJs puissent partager et promouvoir leurs émissions. Les développeurs Mat Clayton et Sam Cooke ont rejoint l'équipe par la suite. En 2012, Mixcloud annonce qu'il y a plus de 3 millions d'utilisateurs actifs et plus de 500 000 utilisateurs de l'application sur Facebook.

## Fonctionnalités
Mixcloud permet à tous les utilisateurs de parcourir et diffuser du contenu audio sur son site. Les utilisateurs enregistrés peuvent mettre en ligne du contenu tels que des émissions de radio, des DJ mixes, et des podcasts, ainsi que promouvoir et distribuer leur contenu sur les réseaux sociaux. En novembre 2011, Mixcloud lève sa limite de 100 Mo sur le contenu téléchargé et permet le téléchargement de taille illimitée. Les membres inscrits peuvent se joindre à un groupe d'utilisateurs partageant un intérêt commun. Une mise à jour régulière permet aux utilisateurs des groupes d'être informés des nouveaux contenus disponibles. Mixcloud concurrence par la même occasion Soundcloud. 
Mixcloud fournit une API qui permet aux utilisateurs de rechercher, de télécharger et d'intégrer son contenu sur la plate-forme.
Les applications mobiles sont disponibles sur Android et iOS.

## Légalité
Mixcloud n'offre aucune possibilité de téléchargement du contenu à ses utilisateurs pour des raisons de licence. Le cofondateur Shah Nikhil a commenté cette restriction :

« Persuader les créateurs de contenu d'utiliser une plateforme comme la nôtre, qui n'offre pas de téléchargement, a été un défi. »

— Shah Nikhil, Music Week
Il a également comparé Mixcloud à Spotify :

« C'est donc très similaire au modèle Spotify. Le principal concurrent de Spotify est le téléchargement illégal. Pour combattre cette utilisation illégale du téléchargement, la plate-forme tente d'offrir une alternative de streaming de très haute qualité. »

— Shah Nikhil, Music Week
Selon le site Internet de Mixcloud, la plate-forme est autorisée seulement à fournir du contenu audio par le biais de streaming. Les redevances sont attribuées à leurs artistes respectifs.
Mixcloud exige également de ses utilisateurs d'attribuer le nom de l'artiste et de sa musique figurant dans le contenu audio afin de préserver la propriété intellectuelle des auteurs.

## Identité visuelle

Logo de Mixcloud (jusqu'à 2020)

## Services similaires
- LivesetCloud
- SoundCloud
- Hearthis.at
- Mixcrate (disparu)